# Henri Descoins
Henri Vincent Descoins, né le  10 janvier 1869 à Cambray et mort le 10 mai 1930 à Alger, est un général de brigade et un écrivain militaire français.
Colonel de cavalerie durant la Première Guerre mondiale, il joue un rôle important dans la mise en place par la France dans le district de l’actuelle Korçë, dans le sud de l'Albanie, de la république de Korça (Koritsa, ou de Kortcha).
Il est l'auteur de plusieurs ouvrages dans le domaine militaire.

## Famille
Il est le fils de Jacques Descoins (1836 Condé-sur-l'Escaut-1898 Bayonne), chef de musique, et de Victoria Maria Delacroix (1835 Solesmes-1874 Bayonne), sœur du peintre Henry-Eugène Delacroix. Son grand-père Jean, originaire du Lot-et-Garonne, était  brigadier au 9e régiment de cuirassiers (9e RC).
Il épouse le 25 juillet 1893 à Chamalières Jeanne Chariot  avec qui il a une fille, Simonne Lucie Marie née le 3 novembre 1894 à Vienne (Isère).

## Biographie

### Jeunesse et avant-guerre
Entre  1887 et 1889, il fait ses études à l'École spéciale militaire de Saint-Cyr puis intègre l'École d’application de cavalerie (Saumur) jusqu'en 1890. Il part ensuite pour l'Algérie  et sert jusqu'en 1894 au sein des Chasseurs d'Afrique. De retour en métropole, il fait l'École supérieure de guerre de 1895 à 1897.
Promu capitaine en 1899, il est ensuite officier d'ordonnance, avec le capitaine Jouinot-Gambetta, du ministre de la guerre, Eugène Étienne,.
En 1906, il retourne en Algérie au sein des Spahis avec lesquelles il participe aux campagnes du Sahara entre 1906 et 1908. Il se distingue dans les combats et est cité à l'ordre de l'armée. Il est fait Chevalier de la Légion d'Honneur le 11 juin 1908 puis rentre en métropole fin 1908.
Il passe en avril 1911 à l'état-major du général Meunier, membre du conseil supérieur de la guerre, puis en janvier 1913 au cabinet d'Eugène Étienne, redevenu ministre de la guerre. Il est promu lieutenant-colonel le 23 juin 1913 puis affecté en septembre à un régiment de cuirassiers de la garnison de Paris. En décembre 1913, il est agréé par décision ministérielle comme coadjuteur du général Eydoux dans le cadre de la Mission militaire française en Grèce. Il s'occupe de la réorganisation de la cavalerie de l'armée grecque. Il acquiert auprès des hautes autorités grecques un grand prestige,.

### Première Guerre mondiale
Lorsque la Grande Guerre éclate, il rentre en France et débute la campagne à l'état-major de l'Armée.
En octobre 1914, il est mis à la disposition de l'état-major du général d'Amade avec qui il participe d'abord aux combats dans le Nord de la France puis, lorsque le général d'Amade prend la tête du Corps Expéditionnaire d'Orient (CEO), à la Bataille des Dardanelles du 25 février 1915 au 15 mai 1915 comme chef d'état-major. Il est cité à l'ordre de l'armée du CEO. Il restera par la suite très lié au général d'Amade.
Après les Dardanelles, le général d'Amade est rappelé en France et remplacé par le général Gouraud. Decoins quitte l'état-major, remplacé par le colonel Pierre Girodon, et dès juin 1915, il commande la cavalerie puis lors de l'expédition de Salonique au sein de l'Armée française d'Orient (AFO) (ex CEO). Il est promu colonel le 2 juillet 1915. Le  9 mai 1916, il est promu Officier de la Légion d'Honneur . À partir du 19 août 1916, il remplace le général Frotiée au commandement du détachement de la Strouma  jusqu'en novembre 1916. Il est décoré du Distinguished Service Order (DSO) britannique le 6 novembre 1916 pour sa conduite.
C'est ensuite de novembre 1916 à mai 1917 que « ce personnage de légende » s'illustre surtout en jouant un rôle important en Albanie dans la mise en place par la France dans le district de l’actuelle Korçë, dans le sud de l'Albanie, de la république de Korça (Koritsa, ou de Kortcha),,,.
Justin Godart, ancien ministre, écrira en 1925 à propos de cet événement que  Descoins a, en fondant la république de Korytza, préparé l'avenir du peuple albanais et qu'« en faisant cela, il a conquis le droit au titre de bienfaiteur du peuple albanais qui déjà lui a été décerné par l'opinion publique ».

### Après-guerre
Après la guerre, il retourne en Algérie en février 1919 ou il commande une brigade de cavalerie.
Le 19 septembre 1922, il est promu général de brigade.
De septembre à début novembre 1925, il participe à la Guerre du Rif  et commande une brigade de spahis. Il a notamment sous ses ordres le bachagha Djelloul Ben Lakhdar et ses cavaliers.
Il est promu Commandeur de la Légion d'Honneur le  28 décembre 1928.
Il meurt le 10 mai 1930 à Alger et est inhumé au  cimetière ancien de Vincennes.
A son décès, il comptait parmi les écrivains militaires les plus connus et ses nombreuses œuvres d’histoire militaire avaient « une réputation universelle dans l'armée ».

## Hommages
Le général Cordonnier, qui commandait  du 11 août 1916 au 19 octobre 1916 l'Armée française d'Orient (AFO), elle-même sous les ordres du Commandement des armées alliées en Orient (CAA) du général Sarrail, écrit dans un de ses ouvrages  en 1930  à propos de Descoins : « Quel soldat complet était le colonel Descoins! Si la 2e division coloniale avait eu Descoins pour la commander à Rossignol, Desaix aurait pu en être jaloux. Il est mort, Descoins, après avoir bien servi une Patrie qui n'a pas su l'en remercier. Sarrail ne l'a pas voulu. ».

## Décorations principales
- Légion d'Honneur : Il est fait Chevalier de la Légion d'Honneur le  11 juin 1908, promu Officier le 9 mai 1916 puis Commandeur le  28 décembre 1928[2]
- Croix de guerre 1914-1918 (2 citations)[6]
- Distinguished Service Order (Royaume-Uni), 6 novembre 1916[6]
- Officier de l'Ordre de l'Étoile de Karageorge avec glaives (Serbie), 28 décembre 1916[6]

## Publications
- Étude Synthétique des principales campagnes modernes, 1935, 8e édition, entièrement refondue, avec croquis schématiques du commandant breveté Chanoine
- La cavalerie aux colonies, 1931, du capitaine Béchu avec préface de Henri-Vincent Descoins
- L'Art équestre pour une amazone, 1927
- Six mois d'histoire de l'Albanie (novembre 1916-mai 1917), préface de Justin Godart, 1925
- L'Equitation arabe. Ses principes. Sa pratique, 1924
- Questions de doctrine. Étude de quelques sujets militaires d'actualité, d'après l'ouvrage du colonel von Unger sur les manœuvres allemandes de 1909, 1913
- Mitrailleuses de cavalerie. (Traduit de l'allemand), 1912 de Lieutenant Boerescu avec traduction de Henri-Vincent Descoins
- Deuxième série d'Instructions tactiques de cadres, 1911
- Une année d'instruction tactique des cadres dans un demi-régiment de cavalerie, 1909
- Progression de dressage du cheval de troupe par des procédés nouveaux, 1904 et 1906
- Étude synthétique des principales campagnes modernes, à l'usage des candidats aux écoles militaires de Saint-Cyr, Saint-Maixent, Saumur et Versailles, par le capitaine breveté Descoins, 1901, 1re édition